# Jules Vallès

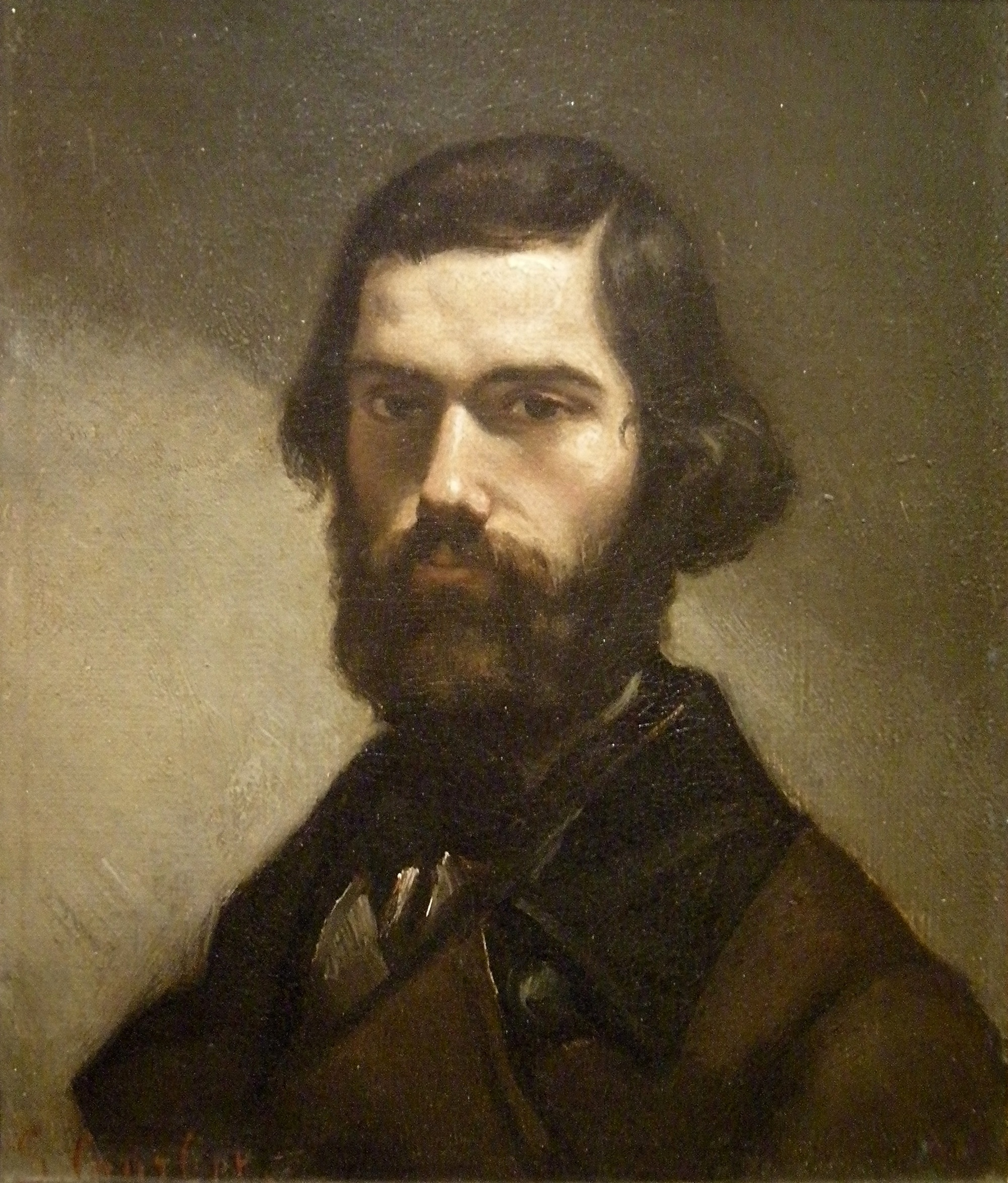
Jules Vallès, door Gustave Courbet

Jules Vallès (Le Puy-en-Velay, 11 juni 1832 - Parijs, 14 februari 1885) was een Frans journalist en schrijver. Hij nam deel aan de Commune van Parijs (1871).

## Leven
Vallès was de zoon van een dorpsonderwijzer en studeerde retorica aan de Universiteit van Nantes. Als student nam hij deel aan de revolutie van 1848. Vervolgens werkte hij als journalist voor oppositionele kranten, waaronder Le Figaro en La Liberté. Later gaf hij meerdere tijdschriften uit, waaronder La Rue (1867) en Le Cri du Peuple (1871). Hij toonde zich een tegenstander van het Tweede Franse Keizerrijk en gaf blijk van links-revolutionaire ideeën. In de jaren 1860 had hij aanzienlijk invloed op het politieke klimaat in Frankrijk.
In 1871 nam Vallès actief deel aan de Commune van Parijs, waarin hij gekozen werd als lid. Na het neerslaan van de commune werd hij ter dood veroordeeld, ontsnapte evenwel uit gevangenschap en leefde daarna als banneling in Londen. In 1880 keerde hij naar Parijs terug en wijdde zich aan het schrijven van romans, waarmee hij in Londen al was begonnen. Hij overleed in 1884 en werd onder grote belangstelling begraven op het Cimetière du Père-Lachaise.

## Jacques Vingtras
Als literator kreeg Vallès bekendheid met zijn autobiografisch geïnspireerde Jacques Vingtras-trilogie, bestaande uit de romans L'Enfant (1879), Le Bachelier (1881) en L'Insurgé (postuum, 1886). Het is een somber, bitter verhaal over de jongeman Jacques Vingtras. Als zoon van teleurgestelde ouders die zich tevergeefs proberen te ontwortelen aan de werkende klasse, komt Jacques in opstand tegen de gevestigde instellingen: school, kerk en staat. Op geromantiseerde wijze verwerkt Vallès aldus zijn jeugdervaringen, vlot geschreven en met veel humor, niettegenstaande de sombere ondertoon. Het eerste deel is wel vergeleken met Peenhaar (1894) van Jules Renard, die Vallès ook noemde als zijn belangrijkste voorbeeld.